# دائرة عين الحجل
دائرة عين الحجل هي إحدى دوائر ولاية المسيلة الجزائرية.